# پری لوپز
پری لوپز (انگلیسی: Perry Lopez؛ ۲۲ ژوئیهٔ ۱۹۲۹ – ۱۴ فوریهٔ ۲۰۰۸) یک هنرپیشه اهل ایالات متحده آمریکا بود. وی بین سال‌های ۱۹۵۴ تا ۱۹۹۴ میلادی فعالیت می‌کرد.

## بخشی از فیلمشناسی
از فیلم‌ها یا برنامه‌های تلویزیونی که وی در آن نقش داشته‌است می‌توان به آثار زیر اشاره کرد.
- موجودی از باتلاق سیاه (۱۹۵۴) در نقش Tom
- ضرب طبل (۱۹۵۴) در نقش Bogus Charlie
- آقای رابرتس (۱۹۵۵) در نقش Rodrigues
- عمر خیام (۱۹۵۷) در نقش Prince Ahmud
- تاراس بولبا (۱۹۶۲) در نقش Ostap Bulba
- مک‌لین تاک! (۱۹۶۳) در نقش Davey Elk
- نسل کمیاب (۱۹۶۶) در نقش Juan
- قهرمانان کلی (۱۹۷۰) در نقش Petuko
- محله چینی‌ها (۱۹۷۴) در نقش Lieutenant Lou Escobar
- آرزوی مرگ ۴: سرکوب (۱۹۸۷) در نقش Ed Zachariدر نقش
- کینجت: موضوعات ممنوع (۱۹۸۹) در نقش Eddie Rios
- دو جیک (۱۹۹۰) در نقش Captain Escobar

## مرگ
لوپز در سن ۷۸ سالگی بر اثر سرطان ریه در مرکز توانبخشی بورلی هیلز در لس آنجلس درگذشت.